# Telsen (Chubut)
Telsen is een plaats in het Argentijnse bestuurlijke gebied Telsen in de provincie Chubut. De plaats telt 486 inwoners.